# Cartouche
Cartouche – belgijska grupa eurodance. Utworzona przez Myrelle Tholen i Jeana-Paula Vissera.Producentem był Serge Ramaekers. Najbardziej popularne utwory to "Feel the Groove" oraz "Touch the Sky". Zespół zakończył działalność w 1997 roku.

## Single
- 1991 "Feel the Groove"
  - "Let the Music Take Control"
  - "Hold On"
  - "Do Your Thing"
- 1993 "Shame"
- 1994 "Touch the Sky"
- 1995 "Miracles"
- 1996 "Feel the Rain"
- 1997 "Runnin' Up That Hill"

## Albumy
- 1991 House Music All Night Long